# العلاقات الإسرائيلية الكندية
العلاقات الإسرائيلية الكندية هي العلاقات الثنائية التي تجمع بين إسرائيل وكندا. وتربط كندا وإسرائيل علاقات دبلوماسية وتجارية وثقافية ثنائية. اعترفت كندا بإسرائيل في 11 مايو 1949، قبل ثلاثة أيام من الذكرى الأولى لإعلان استقلال إسرائيل، ولديها حاليًا سفارة في تل أبيب؛ وتحتفظ إسرائيل بسفارة في أوتاوا، في 50 شارع أوكونور، وقنصليات إقليمية في مونتريال وتورنتو.

## لمحة تاريخية
في ثلاثينيات القرن العشرين، ومع تصاعد التوترات بين السكان العرب واليهود في فلسطين الانتدابية وخلال الصراع، فرضت السلطات البريطانية قيوداً على الهجرة اليهودية في الفترة التي سبقت إنشاء إسرائيل، قبل رئيس الوزراء ماكنزي كينغ الذي اتهم بمعاداة السامية الخفية، سياسات لندن بشكل سلبي. عمومًا، لم تشكل هذه مشكلة لكندا، على الرغم من أن البعض مثل الكنيسة الكاثوليكية الرومانية في كيبيك، أعرب عن عداءه تجاه الصهيونية واليهود، بناء على التجهيزات اللاهوتية.
في عام 1947، مُثلت كندا في لجنة الأمم المتحدة الخاصة المعنية بفلسطين (لجنة اليونسكوب). كانت كندا واحدة من 33 دولة صوتت لصالح قرار الأمم المتحدة بتقسيم فلسطين لعام 1947، والتي كانت تهدف إلى تقسيم الانتداب البريطاني إلى دولة عربية ودولة يهودية مع القدس الدولية والذي أدى إلى إنشاء دولة إسرائيل على الرغم من الضغط الشديد من المملكة المتحدة على دول الكومنولث للامتناع عن التصويت.
منحت كندا الاعتراف بحكم الأمر الواقع لإسرائيل في ديسمبر من عام 1948، والاعتراف الكامل بحكم القانون في 11 مايو من عام 1949، بعد قبول الدولة اليهودية كعضو الأمم المتحدة، بعد ذلك بأسبوع، عُيين أفراهام هارمان أول قنصل عام لإسرائيل في كندا. في سبتمبر من عام 1953، افتتحت السفارة الكندية في تل أبيب وأصبح مايكل كومباني سفيرًا إسرائيليًا في كندا. عُين سفير كندي في إسرائيل في عام 1958، وتقع سفارة إسرائيل في كندا في شارع 50 أوكونور في أوتاوا العاصمة الكندية. تدير إسرائيل أيضًا قنصليات إقليمية كندية في مونتريال وتورونتو.

## العلاقات الدبلوماسية في القرن العشرين

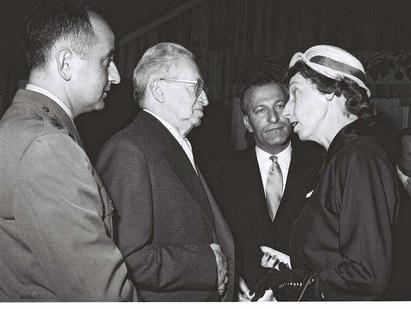
مارغريت ميجر، السفيرة الكندية في إسرائيل، 1959

كان ديفيد بين- غوريون أول رئيس وزراء إسرائيلي يزور كندا بشكل رسمي في مايو من عام 1961، ومنذ ذلك الحين، تكررت زيارات مسؤولي كلا البلدين. زار أعضاء البرلمان وأعضاء مجلس الوزراء والقضاة في المحكمة العليا في كندا، إسرائيل التي وضحت العلاقة وتعاونت من أجل تعزيز العلاقة أكثر من أي وقت مضى. بالإضافة إلى ذلك، قاد رئيس مجلس الوزراء في مانيتوبا وجزيرة الأمير إدوارد وأونتاريو وألبرتا وأعضاء مجلس الوزراء من مقاطعات أخرى، مهامًا تجارية وثقافية ناجحة إلى إسرائيل. هناك عدد من البلديات الكندية بدأت توأمة مع مدن إسرائيلية. تلقى ليستر بيرسون وزير الدولة للشؤون الخارجية في عام 1957 بعد حملة سيناء، جائزة نوبل للسلام لقيادة العملية التي تمركزت من خلالها قوات حفظ السلام التابعة للأمم المتحدة على طول الحدود بين إسرائيل ومصر. لعبت القوات الكندية أيضًا دورًا رئيسيًا في قوة الطوارئ الأولى التابعة للأمم المتحدة. كان هذا الدور جزءًا من الالتزام الكندي الأوسع نطاقًا بالجهود الرامية إلى إنهاء الصراع العربي الإسرائيلي. في وقت لاحق من أواخر السبعينيات، شجعت كندا مفاوضات السلام بين رئيس الوزراء الإسرائيلي بيغن والرئيس المصري السادات، وتوقف بيغن في كندا والتقى برئيس الوزراء ترودو في عام 197.
بشكل عام، في حين كانت العلاقات الدبلوماسية ودية، لم تكن وثيقة بشكل خاص خلال هذه الفترة. يميل عدد من الدبلوماسيين الكنديين مثل نظرائهم الأوروبيين إلى دعم المواقف العربية ضد إسرائيل في الأمم المتحدة وغيرها من الأطر.

## مقارنة بين البلدين
هذه مقارنة عامة ومرجعية للدولتين:
| وجه المقارنة                                              | إسرائيل                                                             | كندا                     |
| --------------------------------------------------------- | ------------------------------------------------------------------- | ------------------------ |
| المساحة (كم2)                                             | 20.77 ألف                                                           | 9.98 مليون               |
| عدد السكان (نسمة)                                         | 8.89 مليون                                                          | 35.70 مليون              |
| الكثافة السكانية (ن./كم²)                                 | 428.02                                                              | 3.58                     |
| العاصمة                                                   | القدس                                                               | أوتاوا                   |
| اللغة الرسمية                                             | اللغة العبرية، اللغة العربية                                        | لغة إنجليزية، لغة فرنسية |
| العملة                                                    | شيكل إسرائيلي جديد، شيكل إسرائيلي قديم، جنيه فلسطيني، جنيه إسرائيلي | دولار كندي               |
| الناتج المحلي الإجمالي (بليون دولار)                      | 350.85 مليار                                                        | 1.65 تريليون             |
| الناتج المحلي الإجمالي (تعادل القوة الشرائية) بليون دولار | 306.51 مليار                                                        | 1.59 تريليون             |
| الناتج المحلي الإجمالي الاسمي للفرد دولار أمريكي          | 35.73 ألف                                                           | 43.25 ألف                |
| الناتج المحلي الإجمالي للفرد دولار أمريكي                 | 36.58 ألف                                                           | 45.07 ألف                |
| مؤشر التنمية البشرية                                      | 0.899                                                               | 0.913                    |
| رمز المكالمات الدولي                                      | +972                                                                | +1                       |
| رمز الإنترنت                                              | .il                                                                 | .ca                      |
| المنطقة الزمنية                                           | توقيت إسرائيل، Israel Summer Time ‏                                  |                          |

## مدن متوأمة
في ما يلي قائمة باتفاقيات التوأمة بين مدن إسرائيلية وكندية:
- ترتبط إيلات مع تورونتو باتفاقية توأمة منذ 19 يوليو 2017.[24][25][26][27]
- ترتبط بتاح تكفا مع لافال باتفاقية توأمة منذ 2000.[28][28]
- ترتبط غان يفني مع وينيبيغ باتفاقية توأمة.
- ترتبط بئر السبع مع مونتريال باتفاقية توأمة منذ 1 مارس 2016.
- ترتبط كريات شمونة مع آمستد باتفاقية توأمة منذ 3 أبريل 2009.
- ترتبط عسقلان مع كوت سان لوك باتفاقية توأمة.
- ترتبط كفار عقرون مع كالغاري باتفاقية توأمة.

## منظمات دولية مشتركة
يشترك البلدان في عضوية مجموعة من المنظمات الدولية، منها:
| علم المنظمة | اسم المنظمة                               | تاريخ انضمام إسرائيل | تاريخ انضمام كندا |
| ----------- | ----------------------------------------- | -------------------- | ----------------- |
|             | مؤسسة التنمية الدولية                     | 22 ديسمبر 1960       | 24 سبتمبر 1960    |
|             | منظمة التجارة العالمية                    | 21 أبريل 1995        | ?                 |
|             | مؤسسة التمويل الدولية                     | 26 سبتمبر 1956       | 20 يوليو 1956     |
|             | الأمم المتحدة                             | 11 مايو 1949         | 9 نوفمبر 1945     |
|             | الاتحاد الدولي للاتصالات                  | 24 يونيو 1948        | 1 يوليو 1908      |
|             | منظمة الشرطة الجنائية الدولية             | ?                    | ?                 |
|             | البنك الدولي للإنشاء والتعمير             | 12 يوليو 1954        | 27 ديسمبر 1945    |
|             | الاتحاد البريدي العالمي                   | ?                    | ?                 |
|             | المركز الدولي لتسوية المنازعات الاستشارية | 22 يوليو 1983        | 1 ديسمبر 2013     |
|             | وكالة ضمان الاستثمار متعدد الأطراف        | 21 مايو 1992         | 12 أبريل 1988     |
|             | يونسكو                                    | 16 سبتمبر 1949       | 4 نوفمبر 1946     |
|             | منظمة التعاون الاقتصادي والتنمية          | 7 سبتمبر 2010        | ?                 |
|             | الفريق المعني برصد الأرض                  | ?                    | ?                 |

## أعلام
هذه قائمة لبعض الشخصيات التي تربطها علاقات بالبلدين:
- تومير شينسينسكي (لاعب كرة قدم إسرائيلي، 1 ديسمبر 1984[35] – )
- ساشا رواز (21 أكتوبر 1973[36][37] – )
- شارين هاسكل (سياسية إسرائيلية، 4 مارس 1984 – )
- كوري هيم (ممثل كندي، 23 ديسمبر 1971[38][39] – 10 مارس 2010[38][39])
- لورن مايكلز (17 نوفمبر 1944[40][41][42] – )
- موشيه صفدي (14 يوليو 1938[43][44][45] – )

## وصلات خارجية
- موقع وزارة الخارجية الإسرائيلية
- موقع وزارة الخارجية الكندية